# Arhines
Arhines é um género de besouro pertencente à família Curculionidae.
Espécies:
- Arhines callizonatus Fairmaire, 1873
- Arhines hirtus Faust, 1893
- Arhines languidus Gyllenhal, 1834
- Arhines posthumus Boheman, 1843
- Arhines tutus Faust, 1894